# 怪・力・乱・神 クワン
『怪・力・乱・神 クワン』（かい・りき・らん・しん クワン）は、志水アキによる日本の漫画作品。『コミックフラッパー』（メディアファクトリー刊）にて2002年10月号から2008年3月号まで連載された。単行本は全7巻。

## あらすじ
後漢末期が舞台。薬売りの智恵は山中でクワンと出会う。クワンは人間の飯は食わず妖怪しか食べない不思議な生物だった。クワンは物語の中で自分の意味を自覚していき、智恵もまた歴史の流れに巻き込まれていく。

## 登場人物
クワン（鰥）
少年の姿をしているが、人間ではなく妖怪でもない、自分でも自分が何者なのか理解していない。自分の役目を知るために太平清領書を探す。
帝江（ていこう）
不思議生物。
智恵（ちけい）
薬売りとして旅をしながら商売をしていたのだが。クワンと出会ってからクワンを利用して商売を始める。
ダキ（蛇姫）
少女の姿をしているが人間でもなく妖怪でもない。近くにいる者に力を与える能力を持っており、今では虫の妖怪を部下のように付き従えている。
著我（しゃが）
不思議な術を使う遊女。クワンの出生を知っている様子。
于吉（うきつ）
仙人。クワンの名付け親であり太平清領書の作者。
阿瞞（あまん）
宮中に侵入するのを助けてくれた少年。後の曹操。

## 書誌情報
- 志水アキ『怪・力・乱・神 クワン』メディアファクトリー〈MFコミックス〉、全7巻
  1. 2003年2月22日発売、ISBN 4-8401-0482-4
  2. 2003年8月23日発売、ISBN 4-8401-0497-2
  3. 2004年5月22日発売、ISBN 4-8401-0949-4
  4. 2006年2月23日発売、ISBN 4-8401-1360-2
  5. 2007年2月23日発売、ISBN 978-4-8401-1674-9
  6. 2007年8月23日発売、ISBN 978-4-8401-1939-9
  7. 2008年3月22日発売、ISBN 978-4-8401-2206-1